# Смречє (Врхника)
Смречє (словен. Smrečje) — поселення в общині Врхника, Осреднєсловенський регіон, Словенія. 
Висота над рівнем моря: 445,2 м.